# Piedad od Krzyża
Piedad od Krzyża (ur. 12 listopada 1842 w Bocairente; zm. 26 lutego 1916 w Alcantarilla) – hiszpańska Błogosławiona Kościoła katolickiego.

## Życiorys
Pochodziła z wielodzietnej rodziny. W szkole wyróżniała się pobożnością, talentem w muzyce. W wieku 10 lat przyjęła pierwszą Komunię Świętą. Ukończyła Kolegium Sióstr Loreto Świętej Rodziny. W klasztorze karmelitanek klauzurowych w Walencji przygotowywała się do rozpoczęcia nowicjatu, jednak na skutek choroby musiała wrócić do domu. Gdy wyzdrowiała ponownie próbowała wstąpić do klasztoru, jednak wtedy znowu zachorowała. W 1884 roku powódź zniszczyła ogrody warzywne, a także doszło do wybuchu epidemii cholery. 8 września 1890 roku założyła zgromadzenie Sióstr Salezjanek Najświętszego Serca Pana Jezusa. Zmarła w opinii świętości.
Została beatyfikowana przez papieża Jana Pawła II w dniu 21 marca 2004 roku.